# SM-65B Atlas
SM-65B Atlas, hay Atlas B, còn được định danh là X-12 là một mẫu thử của tên lửa Atlas. Bay thử lần đầu ngày 19 tháng 7 năm 1958, Atlas B là phiên bản đầu tiên của rocket Atlas sử dụng thiết kế tầng và một nửa.